# Římskokatolická farnost Hartmanice
Římskokatolická farnost Hartmanice je územním společenstvím římských katolíků v rámci sušicko-nepomuckého vikariátu českobudějovické diecéze.

## O farnosti

### Historie
Roku 1764 byl do Hartmanic prezentován lokální kaplan (expozita), roku 1786 byla zřízena lokálie. Samostatná farnost byla zřízena v roce 1856. Od poloviny 20. století není obsazována sídelním knězem.

### Současnost
Duchovní správa Hartmanic je vykonávána ze Sušice, materiálním administrátorem farnosti je Ing. Václav Volenec, žijící přímo v Hartmanicích.
| Kostel              | Místo      | Bohoslužba | Bohoslužba | Poznámka     |
| ------------------- | ---------- | ---------- | ---------- | ------------ |
| Kostel sv. Kateřiny | Hartmanice | neděle     | 11.30      | farní kostel |